# Atomic Rooster
Atomic Rooster é uma banda de rock progressivo e hard rock britânica formada pelos ex-integrantes da banda de Arthur Brown (Crazy World of Arthur Brown), Vincent Crane e Carl Palmer em 1969. Seus únicos singles de sucesso foram lançados em 1971 com "Tomorrow Night" e "The Devil's Answer".

## História
Em 1970 a banda, que na época contava com (Vincent Crane e Carl Palmer), lançou o auto intitulado álbum de estréia. Entre a partida de Palmer para o Emerson, Lake & Palmer e a gravação do segundo álbum, o guitarrista John Cann entrou na banda, dando nova dimensão a sua música com um distinto som de guitarra que Cann proporcionava. O álbum Death Walks Behind You ainda contava com Paul Hammond na bateria.
Após o sucesso comercial, a banda contou com o vocalista Peter French em seu terceiro álbum In Hearing Of Atomic Rooster. Após esse álbum, Cann, Hammond e French deixaram a banda. Peter French se uniu ao Cactus,  enquanto John Cann e Paul Hammond se reuniram com o ex-baixista do Quatermass John Gustafson para fundar o Hard Stuff.
Vincent Crane reformulou a banda com o ex-vocalista do Colosseum Chris Farlowe, Johnny Mandala e Ric Parnell, a fim de gravar e lançar Made in England. A mesma formação ainda lançou, Nice 'n' Greasy, já com uma nova direção no som, para tristeza dos fãs mais tradicionais.
A banda parou temporariamente até o início da década de 1980, quando Vincent Crane e John Ducann reuniram-se novamente para novos trabalhos.

## Discografia

### Álbuns de estúdio
- 1970 - Atomic Rooster
- 1970 - Death Walks Behind You
- 1971 - In Hearing Of Atomic Rooster
- 1972 - Made In England
- 1973 - Nice 'n' Greasy
- 1980 - Atomic Rooster
- 1983 - Headline News